# Agave collina
Agave collina är en sparrisväxtart som beskrevs av Jesse More Greenman. Agave collina ingår i släktet Agave och familjen sparrisväxter. Inga underarter finns listade i Catalogue of Life.